# WrestleMania 21
WrestleMania 21 fue la vigesimoprimera entrega de la serie de WrestleMania, evento de pago por visión de lucha libre profesional producido por la World Wrestling Entertainment. El evento se realizó el 3 de abril de 2005 desde el Staples Center en Los Ángeles, California.
La frase de WrestleMania 21 fue "WrestleMania Goes Hollywood" (WrestleMania va a Hollywood). El tema oficial del evento fue "Bigtime" de The Soundtrack of Our Lives. El tema musical secundario fue "Behind Those Eyes" de 3 Doors Down. Para promocionar el evento, WWE realizó una serie de parodias de escenas de diversas películas.
Con 20,193 asistentes, WrestleMania 21 dejó una ganancia de $2.1 millones de dólares solo en tickets, siendo el WrestleMania de mayor ganancia dentro de los 5 celebrados en el estado de California.

## Argumento

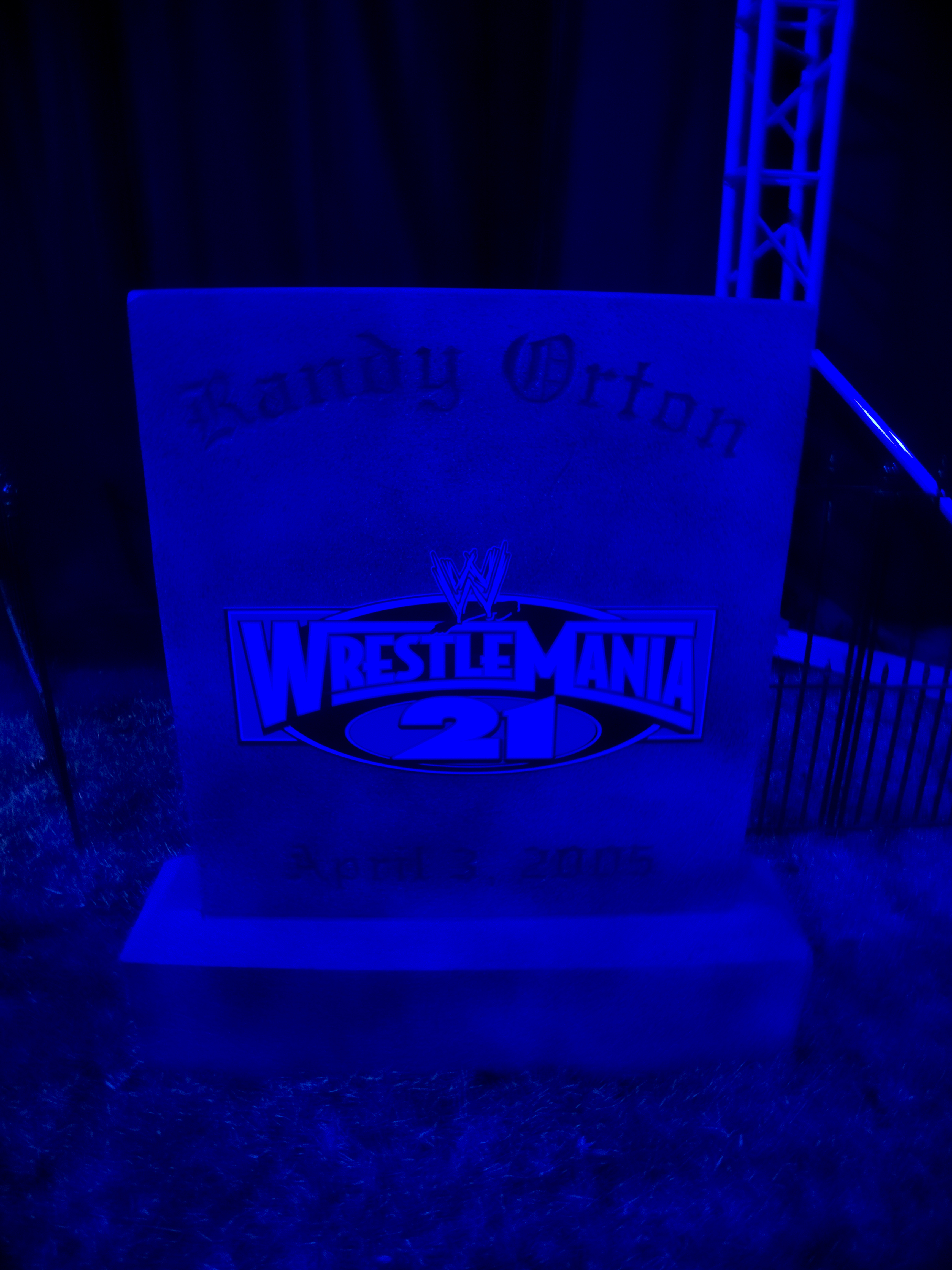
Tumba marcando la derrota de Randy Orton a manos de The Undertaker.

En el evento Royal Rumble, Triple H derrotó a Randy Orton, reteniendo el Campeonato Mundial Peso Pesado. Esa misma noche, Batista ganó el Royal Rumble match, dándole la oportunidad de optar por un título mundial en el Main Event de WrestleMania 21. El 8 de febrero de 2005 en RAW, Triple H volvió a defender con éxito el Campeonato Mundial Peso Pesado, esta vez ante Edge; pero Batista, al levantar la mano de su compañero en señal de victoria, miró de cerca al título y después al campeón, haciéndolo pensar que pudiese retarlo, a una lucha en WrestleMania. Desde ese entonces, Evolution trató de convencer a toda costa a Batista, para que retara al Campeón de la WWE, John "Bradshaw" Layfield y al retador John Cena. Sin embargo, el 21 de febrero en RAW, cuando parecía que Batista, firmaba para enfrentarse a JBL y a Cena, ante la presencia de los gerentes generales de RAW y Smackdown, indicó con el pulgar hacia abajo que declinaba la oferta, atacando a Triple H y Ric Flair, saliendo de Evolution y cambiando a Face.
En No Way Out, John Cena derrotó a Kurt Angle, ganando la final de un torneo para determinar al Contendiente N.º 1 del Campeonato de la WWE en WrestleMania 21. Debido a esto, inició un feudo con el entonces Campeón de la WWE, John "Bradshaw" Layfield y The Cabinet. El 3 de marzo en Smackdown!, Cena perdió su Campeonato de los Estados Unidos ante Orlando Jordan, debido a la interferencia de The Basham Brothers, que distrajeron al árbitro para que JBL atacara a Cena con su campeonato. La semana siguiente, Cena ordenó a JBL que saliera al ring, pero el General Mánager de la marca Theodore Long le dijo que si quería estar cara a cara con JBL, debía esperar hasta WrestleMania. Cena lo pensó un poco y aplicó a Long un F-U; Cena fue expulsado de la arena, pero esa misma noche, Cena regresó mientras JBL luchaba y atacó a los demás miembros de The Cabinet. A la semana siguiente, Theodore Long anunció que si Cena le ponía las manos encima a JBL en un momento que no fuera una lucha, Cena anularía su lucha en Wrestlemania. En una six-man tag team match, Cena, junto a Eddie Guerrero y Rey Mysterio se enfrentaron y derrotaron a JBL y The Basham Brothers, aunque Cena tuvo que abstenerse de agredir a JBL después de la pelea. En una edición posterior de Smackdown!, Long clarificó que si JBL provocaba físicamente a Cena, él podía responder al ataque. Cena intentó provocar a JBL, vandalizando su limusina y píntandole "F-U" en su camisa. En el último Smackdown! antes de Wrestlemania, JBL interfirió en una lucha entre Cena y Carlito junto a un grupo de policías, haciendo que arrestaran a Cena por vandalismo, y cuando este último fue esposado, JBL lo atacó con un golpe bajo y finalizó el programa dejando a Cena indefenso.
En Royal Rumble, Kurt Angle fue eliminado por Shawn Michaels. Después de su eliminación, Kurt reingresó al ring para atacar a Michaels y, posteriormente, eliminarlo. En No Way Out, Angle perdió la final del torneo para definir al Contendiente N.º 1 del Campeonato de la WWE ante John Cena. El 20 de febrero de 2005 en RAW, Shawn le pidió al Gerente General de SmackDown!, Theodore Long que le dijera a Kurt, que lo desafiaba a este a una lucha en WrestleMania. El 28 de febrero en RAW, luego de que Michaels derrotara a Edge en un Street Fight, donde después de la lucha Kurt invadió RAW, atacó a Shawn y diciéndole que acepta el reto; aunque Michaels también tuvo el privilegio de invadir el programa Smackdown, para atacar a Angle.
El 7 de marzo de 2005 en RAW, Randy Orton desafió a The Undertaker, a una lucha en WrestleMania denominada como "Legend Vs. Legend Killer" ("Leyenda Vs. Asesino de leyendas"). Tres días después en SmackDown!, Undertaker aceptó el reto. El 14 de marzo en RAW, durante el segmento "Highlight Reel" de Chris Jericho, Jake "The Snake" Roberts advirtió a Orton, sobre su lucha ante The Undertaker. Randy hizo caso omiso y le aplicó un RKO. El 17 de marzo en SmackDown!, se llevó a cabo la firma del contrato de dicha lucha. Luego de que "The Phenom" firmara el contrato y al momento de que Randy hiciera lo mismo, este alegó que The Undertaker, no era digno de su respeto y que él y su racha de "12-0" terminarían siendo solo un mito. Dicho esto, Orton le dio una bofetada al Undertaker y huyó del ring, antes de que este último pudiera reaccionar. Finalmente el 31 de marzo en SmackDown!, el padre de Randy, "Cowboy" Bob Orton, le suplicó a "The Phenom", un poco de misericordia para su hijo; aunque esto solo fue una trampa, para que Undertaker saliera y fuese atacado por Randy con su RKO.

## Resultados

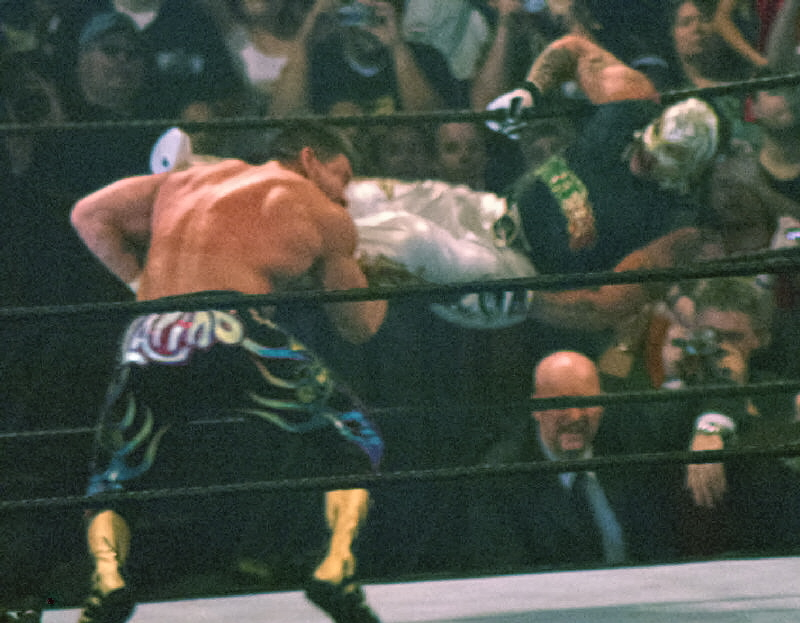
Rey Mysterio aplicando el "619" a Eddie Guerrero en WrestleMania 21

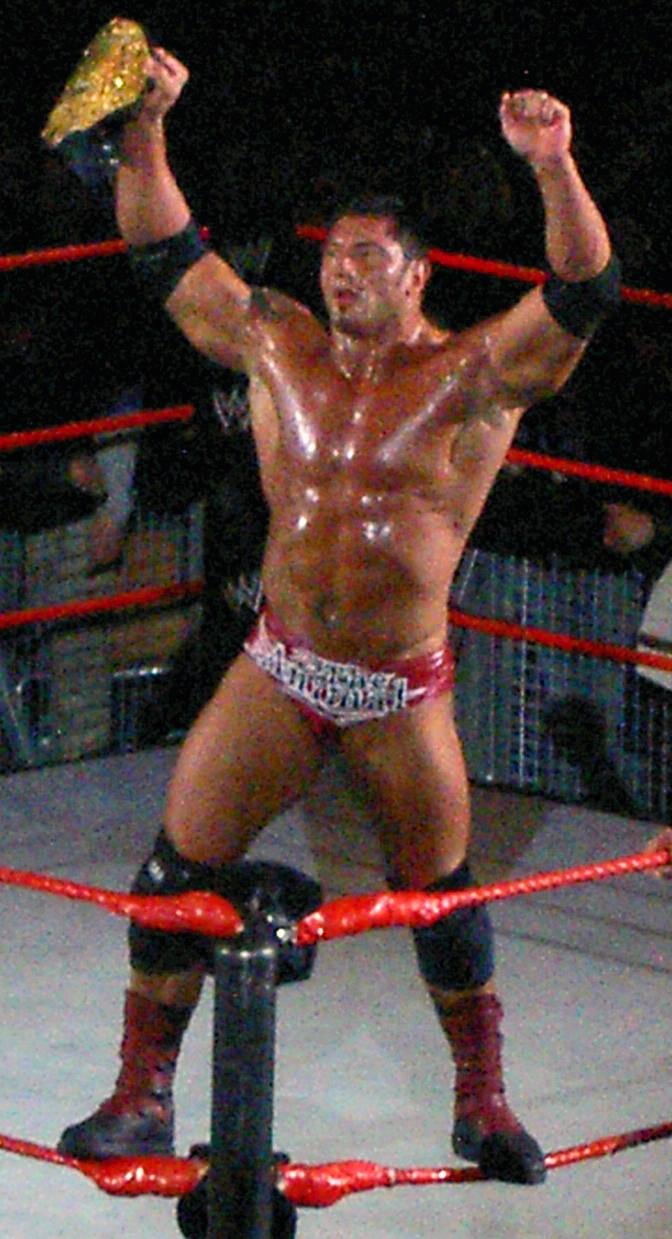
Batista, quien derrotó a Triple H, ganando el Campeonato Mundial Peso Pesado.

- Dark match: Booker T ganó un 30-Man Battle Royal
  - Booker T eliminó finalmente a Chris Masters, ganando la lucha.
  - Los otros participantes fueron Paul London, Heidenreich, Spike Dudley, Nunzio, Funaki, Doug Basham, Danny Basham, Orlando Jordan, Mark Jindrak, Simon Dean, William Regal, Tajiri, Rob Conway, Sylvain Grenier, Snitsky, The Hurricane, Scotty 2 Hotty, Rosey, Viscera, Rhyno, Val Venis, Tyson Tomko, Maven, Billy Kidman, Luther Reings, Hardcore Holly, Charlie Haas y Akio (16:33)
- Rey Mysterio derrotó a Eddie Guerrero (12:39) 
  - Mysterio cubrió a Eddie con un "Hurricanrana".
  - Esta fue la última lucha de Eddie Guerrero en un WrestleMania
- Edge derrotó a Chris Jericho, Shelton Benjamin, Chris Benoit, Christian (con Tyson Tomko) y Kane ganando el primer Money in the Bank Ladder Match (15:17) 
  - Edge ganó después de descolgar el maletín.
  - Esta fue la primera lucha de Money in the Bank en la historia de la WWE.
  - Durante la lucha, Tyson Tomko intervino a favor de Christian.
- The Undertaker derrotó a Randy Orton (con Bob Orton, Jr.) (14:14) 
  - Undertaker cubrió a Orton después de un invertir un "Tombstone Piledriver" en otro "Tombstone Piledriver".
  - Bob Orton intervino a favor de Randy Orton.
  - Undertaker aumentó su invicto en WrestleMania a 13-0.
- Trish Stratus derrotó a Christy Hemme (con Lita) reteniendo el Campeonato Femenino (4:19) 
  - Trish cubrió a Hemme después de un "Chick Kick".
- Kurt Angle derrotó a Shawn Michaels (27:32) 
  - Angle forzó a Michaels a rendirse con un "Angle Lock".
- Akebono Tarō derrotó a The Big Show en un Sumo Match (1:02) 
  - Akebono ganó lanzando fuera del ring al Big Show.
  - Después de la lucha Big Show levantó la mano de Akebono en señal de respeto.
- John Cena derrotó a John "Bradshaw" Layfield ganando el Campeonato de la WWE (11:26) 
  - Cena cubrió a JBL después de un "Attitude Adjustment".
  - Después de la lucha, Cena celebró su victoria con los fanáticos.
  - Cena logró ser el retador de este combate tras ganar un torneo.
- Batista derrotó a Triple H (con Ric Flair) ganando el Campeonato Mundial Peso Pesado (21:34)
  - Batista cubrió a Triple H después de un "Batista Bomb".
  - Motörhead tocó el tema de entrada de Triple H en vivo.

## Otros roles
| Comentaristas en inglés - Jerry "The King" Lawler - RAW - Jim Ross - RAW - Michael Cole - SmackDown! - Tazz - SmackDown! Comentaristas en Español - Carlos Cabrera - Hugo Savinovich Anunciadores - Tony Chimel - SmackDown! - Howard Finkel - RAW | Árbitros de RAW - Mike Chioda - Earl Hebner - Jack Doan - Chad Patton Árbitros de SmackDown - Nick Patrick - Jim Korderas - Brian Hebner Aparición Especial - Hulk Hogan |